# Haukur Óskarsson
Haukur Óskarsson est un joueur islandais de football né le 5 janvier 1915 et mort le 13 mars 1989. Il évolue au Víkingur Reykjavik et en sélection islandaise.

## Biographie

### Club
Ami d'enfance du premier joueur professionnel islandais de l'histoire, Albert Guðmundsson, Haukur naît et grandit à Reykjavik.
Il passe toute sa carrière dans un des clubs de la ville, le Víkingur.

### Sélection
Haukur joue le tout premier match de l'Islande, perdu face au Danemark en 1946. Il est l'un des trois représentants du Víkingur, avec le capitaine Brandur Brynjólfsson et le gardien remplaçant Anton Sigurðsson.
Il dispute également le second match de la sélection, perdu 4-2 face à la Norvège. Ses performances sont décevantes lors des deux matchs,.

### Après-carrière
Fils et petit-fils de barbier bien installés à Reykjavik, il prend la relève de son père pour faire prospérer le salon familial. Il décède en 1989, à l'âge de 75 ans.